# George S. Davis
George S. Davis (1904–1992), também conhecido como The Singing Miner ("O mineiro cantante"), foi um cantor e compositor de música folclórica que trabalhou como mineiro de carvão e depois radialista numa estação de Hazard, Kentucky, de 1947 a 1969.

## Carreira
Davis começou sua carreira por volta de 1933, na mesma época na qual o sindicato United Mine Workers of America começou a organizar o trabalho nas minas de carvão no leste do Kentucky.
Entre as canções que ele compôs e cantou estão "White Shotgun," "Buggerman in the Bushes," "Coal Miner's Boogie," "When Kentucky Had No Union Men" e "Harlan County Blues". Embora "Sixteen Tons", a canção sobre a miséria da mineração de carvão, fosse creditada como composta em 1946 pelo cantor country Merle Travis, o primeiro a gravá-la, Davis disse que Travis baseou sua música numa canção dele, Davis, chamada "Nine-to-ten tons", composta na década de 1930. A gravação de Davis, feita em 1966, pode ser ouvida no álbum George Davis: When Kentucky Had No Union Men..

## Morte e legado
Davis estava com 88 anos quando faleceu em 1992 em London, Kentucky. Sua guitarra Martin D28, que ele tocou de 1947 a 1992 será mostrada nos novos estúdios das rádios WKIC e WSGS.